# Abu-l-Hàssan Alí al-Isfaraïní
Abu-l-Hàssan Alí ibn Fadl ibn Àhmad al-Isfaraïní fou el primer visir del sultà Mahmud de Gazni (998-1030). Era nadiu probablement de la ciutat d'Esfarayen al nord-oest del Khurasan.
Va iniciar la seva carrera com a secretari al Khurasan al servei del general Faik Kassa. Quan la lluita pel poder al Khurasan entre Faik i Abu-l-Qàssim Sinjurí fou liquidada per Sebuktigin i pel seu fill Mahmud, va passar al servei de l'emir vencedor i després al seu fill. Després de la mort de Sebuktegin (997) fou nomenat visir de Mahmud (998).
La seva tasca principal era trobar els diners amb els quals finançar la màquina de guerra del sultanat, i va reeixir durant uns deu anys, fins al punt que una vegada va recaptar una gran suma en només dos dies. Si les seves exaccions van causar una decadència de l'agricultura del Khurasan no es pot assegurar, però cap bé no li van fer; la situació en tot cas es va agreujar per la sequera i conseqüents males collites, i la plaga de fam que va seguir (1011). Encara el 1010/1011 es va recaptar una considerable quantitat a Herat que no fou suficient per al sultà.
El visir no va voler posar el que mancava de la seva pròpia butxaca i se'n va anar voluntàriament a la presó (1010/1011); els seus béns foren confiscats i quan fou acusat d'extorsió fou torturat salvatgement i d'aquests maltractes va morir (1013/1014) mentre el sultà era a l'Índia fent la campanya de Nandana. Alguns autors esmenten que el trencament entre sultà i visir fou per un jove i bell esclau del visir que el sultà també volia. Va tenir com a successor en el càrrec a Àhmad ibn Hàssan al-Maymandí (1013).